# Kuniya Daini
Kuniya Daini (大仁 邦彌, Daini Kuniya, né le 12 octobre 1944 à Préfecture de Hyogo au Japon) est un footballeur japonais.